# 129209 Robertburt
129209 Robertburt è un asteroide della fascia principale. Scoperto nel 2005, presenta un'orbita caratterizzata da un semiasse maggiore pari a 3,1306203 UA e da un'eccentricità di 0,0684932, inclinata di 10,87170° rispetto all'eclittica.